# Vipio mexicanus
Vipio mexicanus är en stekelart som beskrevs av Inayatullah, Shaw och Donald L.J. Quicke 1998. Vipio mexicanus ingår i släktet Vipio och familjen bracksteklar. Inga underarter finns listade i Catalogue of Life.